# Schöpfl
Schöpfl (893 m) je nejvyšší kopec ve Vídeňském lese v Dolních Rakousích.

## Geografie
Kopec leží na hranici okresů Baden a St. Pölten v území obce Klausen-Leopoldsdorf. Na kopci jsou prameny řeky Schwechat.
Kopec je zalesněný většinou listnatými stromy a je snadno přístupný po Forststraße. Proto je Schöpfl oblíbeným výletním místem. Na vrcholu stojí Matrasova vyhlídka, odkud lze za příznivého počasí vidět ve směru na jih nejvyšší horu Dolních Rakous Schneeberg (2076 m) a Rax (2007 m), na západě lze vidět Ötscher (1893 m) a přímo na sever je údolí Dunaje. Výrazným bodem na Dunaji je elektrárna Dürnrohr.

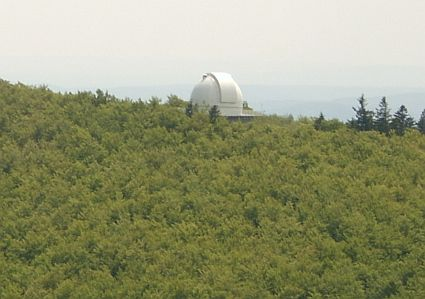
Observatoř Leopolda Figla

Těsně pod vrcholem kopce ve výšce 870 m n. m. je horská chata Schöpfl-Schutzhaus. Kvůli čistotě vzduchu vybudovala vídeňská univerzita v roce 1969 na blízkém kopci Mitterschöpfl (882 m) observatoř Leopolda Figla.
Kopec i se stanovištěm obsluhy je nejlépe viditelný od lesního dvoru v obci Brand-Laaben.